# Xã Manyaska, Quận Martin, Minnesota
Xã Manyaska (tiếng Anh: Manyaska Township) là một xã thuộc quận Martin, tiểu bang Minnesota, Hoa Kỳ. Năm 2010, dân số của xã này là 306 người.